# Fair Bluff
Fair Bluff est une ville américaine située dans le comté de Columbus dans l'État de Caroline du Nord. En 2010, sa population était de 951 habitants.

## Démographie
| 1880 | 1890 | 1900 | 1910 | 1920 | 1930 |
| ---- | ---- | ---- | ---- | ---- | ---- |
| 218  | 243  | 328  | 441  | 397  | 806  |

| 1940 | 1950  | 1960  | 1970  | 1980  | 1990  |
| ---- | ----- | ----- | ----- | ----- | ----- |
| 970  | 1 056 | 1 030 | 1 039 | 1 095 | 1 068 |

| 2000  | 2010 | - | - | - | - |
| ----- | ---- | - | - | - | - |
| 1 181 | 951  | - | - | - | - |

## Source de la traduction
- (en) Cet article est partiellement ou en totalité issu de l’article de Wikipédia en anglais intitulé « Fair Bluff, North Carolina » (voir la liste des auteurs).